# ORC5
ORC5 (англ. Origin recognition complex subunit 5) – білок, який кодується однойменним геном, розташованим у людей на короткому плечі 7-ї хромосоми. Довжина поліпептидного ланцюга білка становить 435 амінокислот, а молекулярна маса — 50 283.
| 10         |  | 20         |  | 30         |  | 40         |  | 50         |
| ---------- |  | ---------- |  | ---------- |  | ---------- |  | ---------- |
| MPHLENVVLC |  | RESQVSILQS |  | LFGERHHFSF |  | PSIFIYGHTA |  | SGKTYVTQTL |
| LKTLELPHVF |  | VNCVECFTLR |  | LLLEQILNKL |  | NHLSSSEDGC |  | STEITCETFN |
| DFVRLFKQVT |  | TAENLKDQTV |  | YIVLDKAEYL |  | RDMEANLLPG |  | FLRLQELADR |
| NVTVLFLSEI |  | VWEKFRPNTG |  | CFEPFVLYFP |  | DYSIGNLQKI |  | LSHDHPPEYS |
| ADFYAAYINI |  | LLGVFYTVCR |  | DLKELRHLAV |  | LNFPKYCEPV |  | VKGEASERDT |
| RKLWRNIEPH |  | LKKAMQTVYL |  | REISSSQWEK |  | LQKDDTDPGQ |  | LKGLSAHTHV |
| ELPYYSKFIL |  | IAAYLASYNP |  | ARTDKRFFLK |  | HHGKIKKTNF |  | LKKHEKTSNH |
| LLGPKPFPLD |  | RLLAILYSIV |  | DSRVAPTANI |  | FSQITSLVTL |  | QLLTLVGHDD |
| QLDGPKYKCT |  | VSLDFIRAIA |  | RTVNFDIIKY |  | LYDFL      |  |            |

A: Аланін

C: Цистеїн

D: Аспарагінова кислота

E: Глутамінова кислота

F: Фенілаланін

G: Гліцин

H: Гістидин

I: Ізолейцин

K: Лізин

L: Лейцин

M: Метіонін

N: Аспарагін

P: Пролін

Q: Глутамін

R: Аргінін

S: Серин

T: Треонін

V: Валін

W: Триптофан

Задіяний у таких біологічних процесах, як реплікація ДНК, альтернативний сплайсинг. 
Білок має сайт для зв'язування з АТФ, нуклеотидами. 
Локалізований у ядрі.